# Адел и проклятието на пирамидите
„Адел и проклятието на пирамидите“ (на френски: Les Aventures extraordinaires d'Adèle Blanc-Sec) е френски приключенски филм от 2010 година на режисьора Люк Бесон по негов собствен сценарий, базиран на комикса от 70-те години „Невероятните приключения на Адел Бланк-Сек“ от Жак Тарди.

## Сюжет
Действието се развива в началото на XX век, когато млада парижка журналистка търси в Египет мумията на древен лекар, за да го съживи и той да помогне на тежко болната ѝ сестра. Главните роли се изпълняват от Луиз Бургоан, Жаки Нерсесиан, Жил Льолуш, Никола Жиро.

## Премиера
Филмът излиза официално в България на 15 април 2011 г.

## Награди
„Адел и проклятието на пирамидите“ печели награда „Сезар“ за сценография.